# Виктор Франц Хес
Виктор Франц Хес (на немски: Victor Franz Hess) е американски физик от австрийски произход, носител на Нобелова награда за физика за 1936 година.

## Биография
Роден е на 24 юни 1883 година в Щайермарк, Австрия. Противник на нацистите, напуска Австрия и се установява в Америка, като получава американско гражданство през 1944 година. Става известен с откриването на космическите лъчи.
Умира на 17 декември 1964 година в Ню Йорк на 81-годишна възраст.

## Научни постижения
Между 1911 и 1913 година Хес се заема с изследвания, които му донасят по-късно Нобелова награда за физика. Преди това, в продължение на доста години след откриването на радиоактивността (1896), учените са озадачени от наличието на радиация в атмосферата и навсякъде, където провеждат експеримент – дори във водата на дълбоки езера или във високи планини. В процеса на търсене на този нов източник на лъчение се правят експерименти чрез измерване с електроскоп дали радиацията намалява с височината над земната повърхност, включително и някои измервания от Айфеловата кула. Те показват известно отслабване на лъчението с увеличаване на височината, но не и очакваното, ако източникът се намира на земната повърхност. Наблюденията са разширени до по-големи височини чрез издигане с балони. При изкачване на височина 4500 м в някои случаи се наблюдава леко намаляване, но в други случаи йонизацията остава практически непроменена. Най-изненадваща бива невъзможността да се елиминира изцяло влиянието на тези лъчи, независимо от поставянето на различни прегради, като дебели оловни плочи. Това е необяснимо, ако лъчението се отделя от радиоактивни вещества в земната кора или в атмосферата, така че учените са принудени да предположат, че съществува друг неизвестен ни източник на лъчи с изключително голяма проникваща способност.
Хес подхожда към решаването на тази загадка като най-напред увеличава точността на измерващите инструменти, а след това лично прави измервания с балон, за да изследва детайлно отслабването на лъчите при преминаване през плътен слой въздух. През 1911 г. и 1912 г. Хес прави няколко издигания с балон на височини до 5300 m. Неговите систематични измервания денем и нощем показват, че до 1000 m йонизацията намалява, но след това значително се увеличава, като на 5000 m лъчението е с два пъти по-висок интензитет отколкото на земната повърхност. Последователи на Хес след това издигат балони без хора със записващи устройства и те показват, че на височина 9300 m радиацията е с около 40 пъти по-висок интензитет, отколкото на земната повърхност. Заключението на Хес е, че съществува изключително проникващо лъчение от Космоса, което влиза в земната атмосфера. Хес прави много чувствителни измервания на лъчите и установява, че в дадено място те варират с дневното въртене на Земята, макар и с малко, само 0,1%. Междувременно, Комптън показва теоретично, че това изменение може да се дължи на движение на Слънцето и Земята в пространството. Като част от галактиката, слънчевата система участва във въртенето на галактиката, което придава на земята скорост от 300 km/s. Поради движението на Земята се наблюдава явно увеличение на космичното лъчение от страната, към която се движи земята и явно намаляване от другата страна. Комптън определя този ефект количествено и така се стига до заключението, че космичното лъчение даже не идва от нашата Галактика, а от много далечни звездни системи.
Резултатите от работата на Хес са публикувани в „Physikalische Zeitschrift“ и показват, че нивото на радиация намалява до височина от около 1 km, но след това значително нараства, като на 5 km е два пъти по-голямо от това на морското равнище.
Откритието на Хес е потвърдено по-късно от Робърт Миликан през 1925 г., който нарича тази проникваща радиация „космически лъчи“.